# Laxton Castle

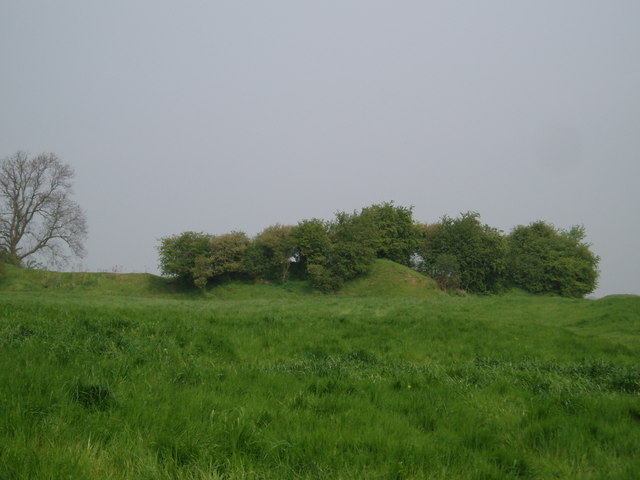
Mound von Laxton Castle

Laxton Castle ist eine Burgruine nördlich des Dorfes Laxton in der englischen Grafschaft Nottinghamshire. Laut dem Bericht der British Archaeological Association vom Anfang des 20. Jahrhunderts ist das Gelände nicht nur „das eindrucksvollste Beispiel für eine Hügel- und Hoffestung in der Gegend“, sondern es sind auch „die beiden Höfe in fast perfektem Zustand“, was Laxton Castle zu einem wertvollen Studienobjekt macht.
Die bis heute erhaltenen Erdwerke und Mauerreste werden seit 2003 von Archäologen der University of Birmingham und der University of Nottingham untersucht. Auf dem Gelände, auf dem sich die Ruinen der mittelalterlichen Burg befinden, stand auch ein Herrenhaus aus dem 16. Jahrhundert namens Laxton Hall.

## Details
Die Motte, die als Erstes an dieser Stelle gebaut wurde, wurde wohl bald nach der normannischen Eroberung Englands errichtet, vermutlich auf Geheiß von Geoffrey Alselin, der das Anwesen 1066 zum Lehen erhielt, oder – noch wahrscheinlicher – auf Geheiß von Alselins Schwiegersohn Robert de Caux, der Laxton Castle nach Alselins Tod als Familiensitz nutzte. Die Form des inneren Burghofes ist für kleinere Erdwerkburgen normannischen Ursprungs üblich.
Die zweite Bauphase könnte der Ernennung De Cauxs zum erblichen Halter der königlichen Wälder von Nottingham und Derbyshire gefolgt sein, auch wenn der Umfang der Renovierungsarbeiten, die König Johann Ohneland ausführen ließ, nachdem er die Burg 1204 unter die Herrschaft der Krone brachte, nicht bekannt ist. 1230 fielen Titel und Burg an die Familie Everingham, bis sie 1286 ihren Titel wieder verlor. Das Anwesen wurde für ungeeignet befunden, die Familie weiter zu ernähren, und so verließ sie es und zog auf ein anderes Anwesen in Yorkshire. Danach verfiel Laxton Castle.
Die British Archaeological Association lenkte das Augenmerk auf die Verteidigungsanlagen der Burg:

„Die Großartigkeit des äußeren Hofes, der formidable Charakter der Verteidigungsanlagen des inneren Hofes, die Anordnung des Mound für den Donjon an der Kante einer natürlichen Böschung auf der Nordseite und der Nachweis bewachter Wege zu diesem Ort zeigen alle die große Bedeutung von Laxton Castle in den unruhigen Tagen seiner Frühzeit, als die Feudalherren sich nur um ihre persönlichen Besitzungen kümmerten und kaum einen Gedanken auf die Rechte ihrer Nachbarn verschwendeten.“